# Irene Hunt
Irene Hunt (22 de febrero de 1892 - 13 de octubre de 1988) fue una actriz estadounidense que trabajó durante la era de cine mudo. Apareció en 120 películas entre 1911 y 1926. Nació en Nueva York y murió en El Paso de Robles, California.

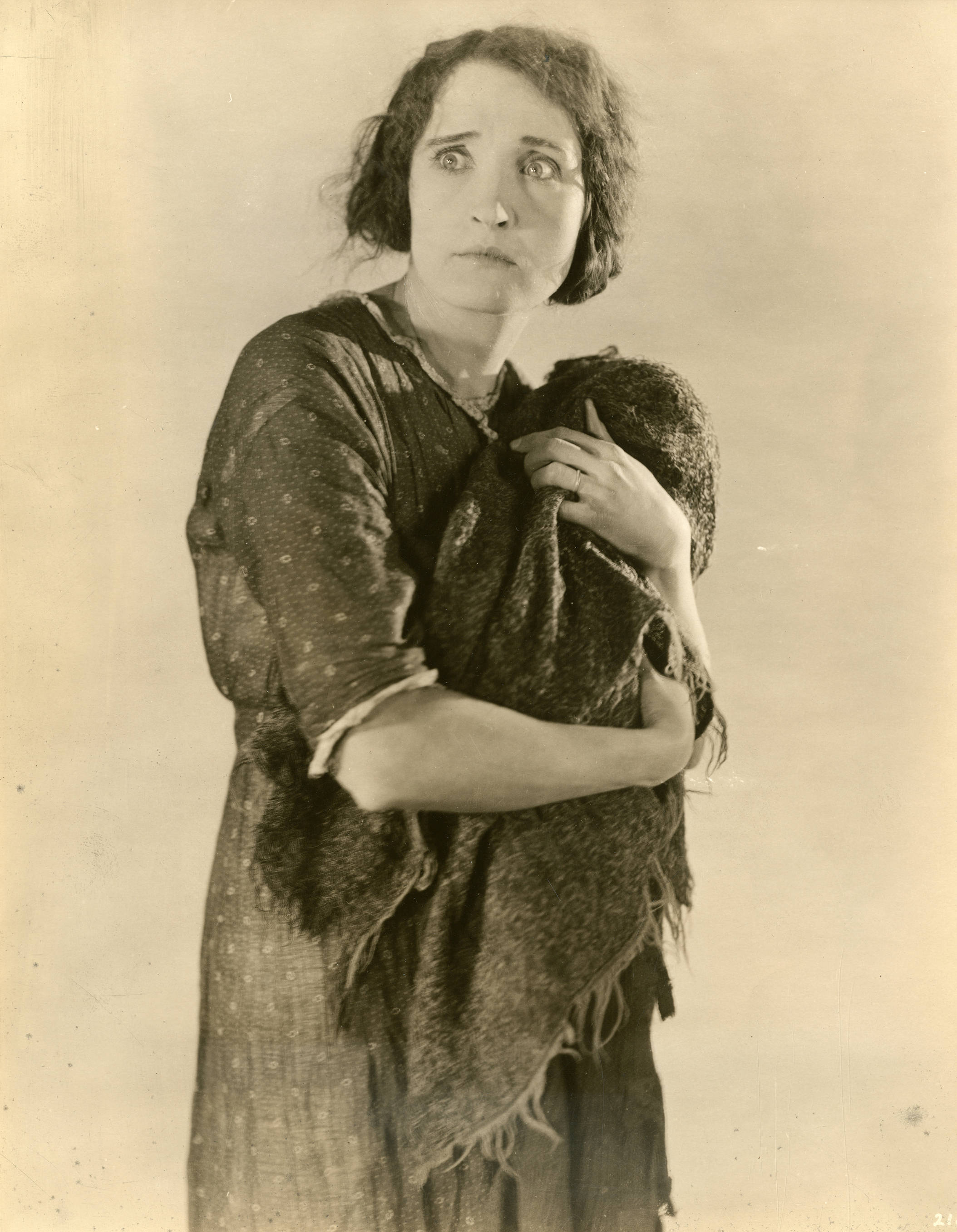
Irene Hunt, 1923

Principalmente trabajaba en películas de género dramático, también trabajó en películas de género wéstern y acción.

## Filmografía
- Almost a Rescue (1913)
- The Life of General Villa (1914)
- The Mountain Rat (1914)
- The Penitentes (1915)
- The Outlaw's Revenge (1915)
- Heart Strings (1917)
- The Stainless Barrier (1917)
- The Birth of Patriotism (1917)
- The Hand at the Window (1918)
- Cinderella's Twin (1920)
- Moon Madness (1920)
- The Big Punch (1921)
- Oliver Twist, Jr. (1921)
- The Last Card (1921)
- The Crimson Challenge (1922)
- Forget Me Not (1922)
- Pawn Ticket 210 (1922)
- Hearts Aflame (1923)
- The Eternal Three (1923)
- The Dramatic Life of Abraham Lincoln (1924) como Nancy Hanks Lincoln
- The Foolish Virgin (1924)